# Albert Allen (Fußballspieler)
Albert Allen (* 7. April 1867 in Aston; † 13. Oktober 1899 in Birmingham) war ein englischer Fußballspieler.

## Karriere
Allen kam im August 1884 über sein Schulteam St Phillips und Soho Villa zu Aston Villa, einem der führenden Vereine jener Zeit. Bis er in die Stammmannschaft aufrückte, musste er sich allerdings noch einige Zeit gedulden; bei Aston Villas Sieg im FA Cup 1886/87 wirkte er noch nicht mit. Nachdem er in der Folgesaison erstmals im FA Cup eingesetzt worden war, war er 1888 bei der Aufnahme des Spielbetriebs der Football League fester Bestandteil der Sturmreihe. Bereits im April 1888 wurde er für ein Länderspiel Englands gegen Irland nominiert und bildete dabei gemeinsam mit seinem Vereinskameraden Dennis Hodgetts die linke Angriffsseite, als er drei Treffer zum 5:1-Sieg im Ulster Cricket Ground von Belfast beitrug. Sein Erstligadebüt erfolgte am 8. September 1888 beim 1:1 auswärts gegen die Wolverhampton Wanderers, sein erstes Ligator gelang ihm eine Woche später am 15. September 1888 beim 5:1-Heimsieg über den FC Stoke.
In der ersten Ligaspielzeit war er mit 18 Saisontoren bester Torschütze seines Teams und erzielte beim 9:1-Sieg am 29. September 1888 gegen Notts County als erster Villa-Spieler einen Hattrick im Ligafußball. Hinter den „Invincibles“ von Preston North End belegte er mit Villa am Saisonende Rang 2 in der Tabelle. In den folgenden beiden Spielzeiten rutschte Villa ins Mittelfeld der Tabelle ab und Allen, der nach einem „häßlichen Unfall“ sukzessive seine Form verlor, beendete 1891 aus gesundheitlichen Gründen seine Karriere als Profi. Sein letztes Erstligamatch bestritt er am 26. Dezember 1890 beim 0:0 im Heimspiel gegen den AFC Sunderland. Im Anschluss war er für den FC Stourbridge in der Birmingham & District League aktiv. Später spielte er noch gemeinsam mit dem früheren Villa-Spieler Arthur Brown auf lokaler Ebene für die Evesham Wanderers, mit denen er 1895 und 1896 die Studley and District League gewann.
Seinen Lebensunterhalt verdiente Allen als Drahtzieher. Im Dezember 1898 erkrankte er an Tuberkulose und erlag der Krankheit 32-jährig im Oktober 1899. An seiner Beerdigung nahm eine „große Menschenmenge“ teil, unter den Trauergästen befanden sich mit Sam Law, Albert Brown, Harry Yates und Jimmy Warner zahlreiche Villa-Spieler; sein früherer Sturmpartner Hodgetts gehörte zu den Sargträgern. Er hinterließ seine Frau und fünf Kinder.